# Isbá

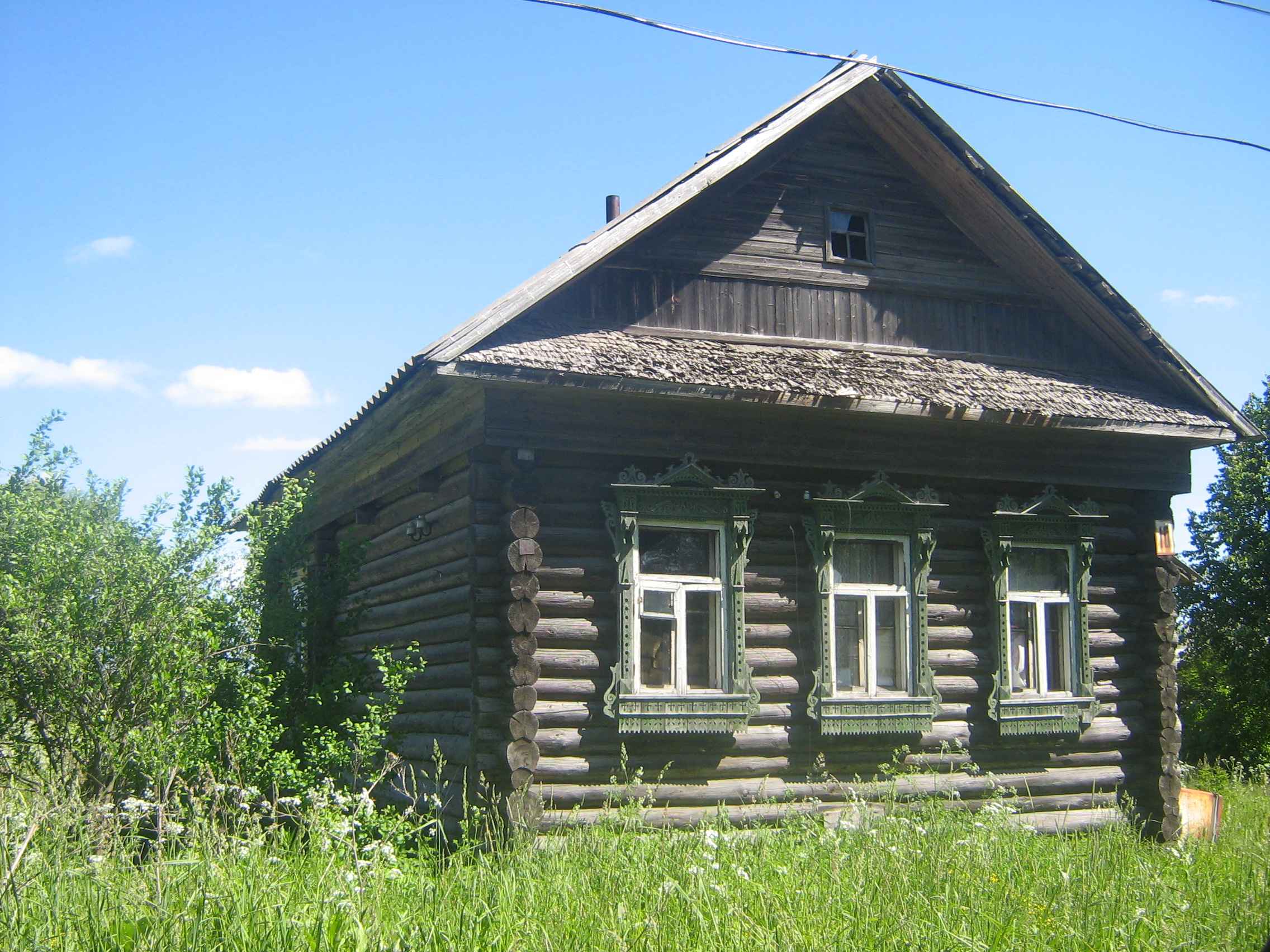
Um isbá na localidade de Klúshino no Oblast de Tver.

Um isbá ou izba (em russo: изба) é uma habitação típica camponesa russa. Construída com troncos, era a residência comum de uma tradicional família camponesa russa. Geralmente construídas perto de uma estrada, eram muitas vezes edificadas dentro de um celeiro, jardim ou de um curral, num campo ou perto de uma floresta. Visto que o ferro era bastante dispendioso, essas vivendas eram frequentemente construídas sem emprego de pregos e serrotes, sendo apenas utilizado o machado para cortar os troncos usados e outras ferramentas, como cordas, facas e espadas. A construção valia-se de troncos de pinheiro e as lacunas resultantes eram tapadas com argila. É normalmente comparada a um chalé.